# King Orgasmus One
King Orgasmus One czyli Manuel Romeike – niemiecki raper i producent filmów pornograficznych z Berlina. W swoich filmach jest producentem lub kamerzystą, nigdy aktorem. W swoich utworach mówi o narkotykach, imprezach, seksie i przemocy. King Orgasmus był również jednym z wielu raperów, którego Monika Griefahn z SPD wymieniła podczas swojego wystąpienia w 2005 roku o zamiarze wprowadzenia mocnej kontroli kawałków i wideo hip-hopowych. King Orgasmus wydaje płyty od 1997 roku lecz są one prawie zawsze zakazywane BPJM. W pierwszym oficjalnie wydanym utworze rapuje z przyjacielem z gimnazjum – Frauenarztem. Pierwsze dwa albumy rapera zostały wydane przez label Bassboxxx. Oba albumy odniosły wielki sukces, ale nie komercyjny (żaden teledysk nie został wyemitowany w telewizji). Po kłótni z poprzednią wytwórnią założył swoją własną wytwórnię płytową I Luv Money Records, gdzie wydaje swoje kolejne albumy.

## Dyskografia

### Albumy
- 1999 Sexkönig (zakazana)
- 2000 Es gibt kein Battle
- 2001 Tag der Abrechnung (zakazana)
- 2002 Berlin Bleibt Hart (z Bass Sultan Hengzt)
- 2002 Mein Kampf – Musik für Männer (zakazana)
- 2003 Fick Mich ...und halt Dein Maul! (zakazana)
- 2003 Orgi Pörnchen – Soundtrack
- 2004 Orgi Pörnchen 2 – Soundtrack
- 2005 Schmutzige Euros (z Godsilla)
- 2005 Orgi Pörnchen 3 – Soundtrack
- 2005 Orgi's Greatest Hits – A.N.A.L. (Alles nur aus Liebe)
- 2006 Pornomafia (z Frauenarzt)
- 2006 I Luv Money
- 2006 OrgiAnal Arschgeil
- 2006 Orgi Pörnchen 4 – Soundtrack
- 2007 Schmutzige Euros 2 (z Godsilla)
- 2007 La Petite Mort
- 2007 Currywurst mit Darm
- 2008 Orgi Pörnchen 5 – Soundtrack
- 2008 Bronko im Kalorienreich
- 2009 Fleisch Hat Immer Saison

### DVD
- 2003 Orgi on Tour 1 – Live Unzensiert
- 2003 Orgi Pörnchen – Hip Hop ist Sex... Sex aus Berlin
- 2004 Orgi on Tour 2 – Hängengeblieben auf Groupies
- 2004 Orgi Pörnchen 2 – Das Auge fickt mit
- 2005 Orgi on Tour 3 – Berlin Bleibt Hart
- 2005 Orgi Pörnchen 3 – Atzenträume Werden Wahr
- 2005 Analyse – Mit der Lupe aufs Arschloch
- 2005 Alles Nur aus Liebe (A.N.A.L.)
- 2006 Pornomafia (z Frauenarzt)
- 2007: Orgi Pörnchen 4 – Liebe auf den ersten Fick
- 2009: Orgi Pörnchen 5